# Prokopjevsk

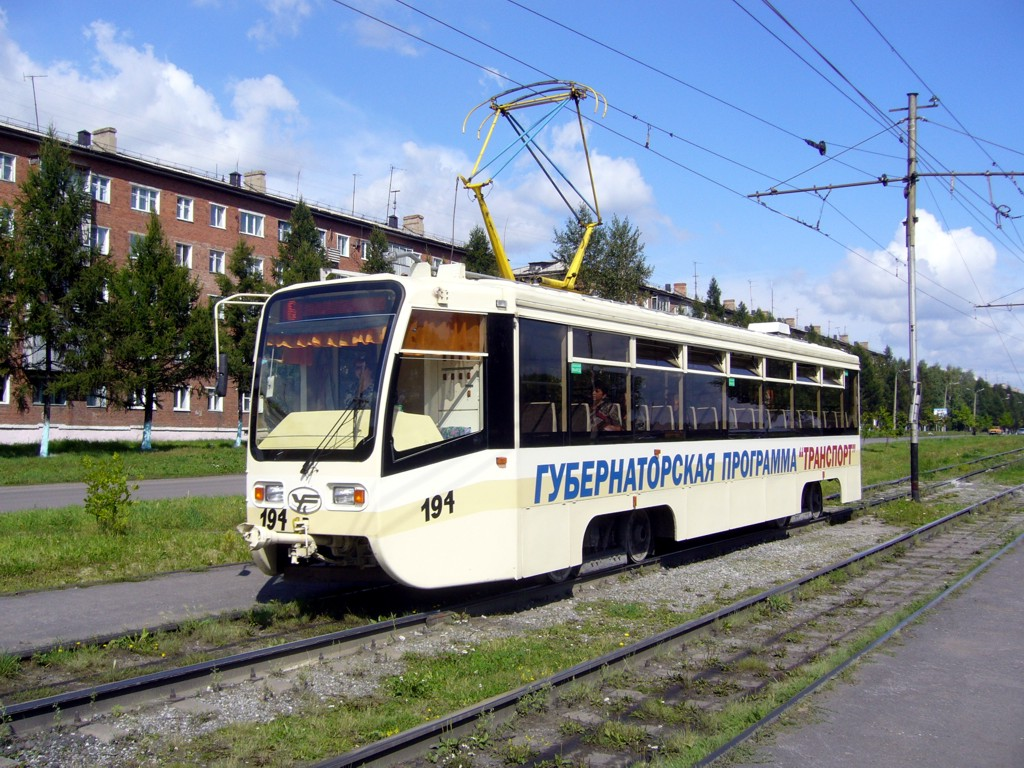
Spårvagn i Prokopjevsk.

Prokopjevsk (ryska: Проко́пьевск) är den tredje största staden i Kemerovo oblast, Ryssland, och hade år 2015 cirka 200 000 invånare. Den bildades år 1918 genom en sammanslagning av samhällena Monastyrskoje och Prokopjevskoje, och fick stadsrättigheter 1931. 

## Stadsdistrikt
Prokopjevsk är indelat i tre stadsdistrikt.
| Stadsdistrikt | Invånarantal 9 oktober 2002 | Invånarantal 14 oktober 2010 | Invånarantal 1 januari 2015 |
| ------------- | --------------------------- | ---------------------------- | --------------------------- |
| Rudnitjnyj    | 122 689                     | 114 772                      | 110 713                     |
| Tsentralnyj   | 63 214                      | 59 688                       | 57 581                      |
| Zenkovskij    | 38 694                      | 35 670                       | 32 253                      |
| TOTALT        | 224 597                     | 210 130                      | 200 547                     |